# Ascaridida
A ordem Ascaridida inclui várias famílias de vermes parasitas com três "lábios" na extremidade anterior. Eles eram anteriormente classificados na subclasse Rhabditia por alguns especialistas, mas aspectos morfológicos e de sequenciamento de DNA mostraram de forma inequívoca que pertencem aos Spiruria.
Um dos vermes de maior importância médica, Ascaris lumbricoides, faz parte desta ordem.